# Hampton Magna
Hampton Magna är en ort i civil parish Budbrooke, i distriktet Warwick i grevskapet Warwickshire i England. Orten är belägen 3 km från Warwick. Orten hade 1 662 invånare år 2020.